# Престъпление и наказание
„Престъпление и наказание“ (на руски: Преступление и наказание) е философски роман, написан от руския писател Фьодор Михайлович Достоевски в периода 1865 – 1866 г. и публикуван за пръв път в поредица броеве на списание „Руский вестник“ през 1866 г. Следващата година излиза самостоятелно издание, чиято структура не е много изменена в сравнение с вестникарската версия, освен няколко съкращения и стилистични поправки, направени от автора.
Замисълът за „Престъпление и наказание“ съзрява у Достоевски в течение на много време, но централната тема, свързана с идеята за основния персонаж за „обикновените“ и „необикновените“ хора, започва да се формира едва през 1863 г. в Италия. След като започва да работи върху произведението, авторът съчетава черновата на незавършения роман „Пияници“, в който е очертана сюжетната линия, разказваща за семейство Мармеладови, и записки на роман-изповед, заплануван като откровение на един каторжник. В процеса на работа за основна сюжетна линия се избира престъплението на студента Родион Расколников, който убива стара лихварка, за да я обере, но не взима никакви пари. Криминалната нишка дава на Достоевски повод за размисъл относно социалните обстоятелства, подтикващи човек да извърши престъпление, а също и възможност да покаже какви сложни „химически“ процеси се случват в душите на хората. Действието на романа се развива в Санкт Петербург, което превръща образа на големия град от втората половина на XIX век във важна част от произведението. Творбата също така извежда на преден план някои популярни по това време теми и въпроси, свързани с религията, социалните идеи и хуманизма.
Смята се, че „Престъпление и наказание“ е първият (или „битие“) от цикъла велики романи на Достоевски (означавани като Петокнижие), който завършва с „Братя Карамазови“ (или Второзаконие), написан малко преди смъртта му.

## Сюжет
В романа се разглеждат душевните терзания на Родион Романович Расколников, разорен петербургски студент, който предумишлено убива безскрупулна лихварка за парите ѝ, но не взима нищо за себе си. Нейната по-малка сестра става случаен свидетел на убийството – поради това Родион Романович убива и нея, без да е желал смъртта ѝ по-рано. 

## Преди написването
Достоевски започва писането на „Престъпление и наказание“ през лятото на 1865 г. Самият той е в тежко материално положение, дължащо се на страстта му към хазарта, както и на желанието му да помогне на семейството на брат си Михаил, починал през 1864 г. Достоевски е дължал голяма сума пари на различни кредитори. Подписва договор за написване на роман с редактора Катков, в който обяснява идеята си да напише роман за млад мъж, убил хладнокръвно лихвар, и който по-късно се опитва да избяга, оправдавайки постъпката си, но в крайна сметка споделя за престъплението.

## Структура
Романът е разделен на шест части, с епилог. В първите три части е представен Расколников – разумен, вярващ в правотата на постъпката си. Части от IV до VI представят „нерационалния“ и смирен Расколников. Първоначалните принципи на Расколников постепенно „умират“ в първата част, а във втората се „раждат“ новите. Кулминационната точка е по средата на фабулата.

## Значение на имената
Имената на главните герои са често игра на думи. Въпреки смисловата им натовареност, най-често те не са преведени на други езици.
| Име (на руски)                | Съдържа думата | Значение на български |
| ----------------------------- | -------------- | --------------------- |
| Родион Романович Раскольников | раскол         | разкол                |
| Пётр Петрович Лужин           | лужа           | локва                 |
| Дмитрий Прокофьич Разумихин   | разумиха       | многознайко           |
| Александр Григорьевич Заметов | заметить       | забелязвам, осъзнавам |
| Семён Захарович Мармеладов    | мармелад       | мармалад/сладко       |
| Аркадий Иванович Свидригайлов | Свидригайло    | Литовски княз         |

## Основни моменти
Романът описва убийството на алчна стара лихварка и по-младата ѝ сестра от разорен петербургски студент, както и емоционалните и морални последствия за главния герой, Родион Расколников.
Малко след убийството Расколников се разболява и ляга на легло. Обладан е от манията, че всеки го подозира за убийството. За малко не полудява, заради спомена от престъплението. Но среща Софѝя (Соня) Семьоновна Мармеладова, проститутка, дъщеря на Семьон Захарович Мармеладов, която въпреки „занаята“ си, остава дълбоко религиозна. Според някои литературни критици, връзката им е алегория на Божията любов към съгрешилите хора, както и на изкупителната сила на любовта, но тя се проявява само след признанието на Расколников.
Освен съдбата на Расколников, в романа се разглеждат най-разнообразни теми, като благотворителността, семейството, атеизма, алкохолизма и революционната дейност. Въпреки че Достоевски се отказва от социализма, в романа се критикува установяващият се в руското общество капитализъм.
Расолников се самоосъзнава като „свръхчовек“, който може да въздава справедливост по начин, който обществото възприема като неприемлив – убиването на лихварката, с което той смята, че е извършил повече добро, отколкото зло. Преди убийството героят дели хората на въшки и богове и смята, че на втория тип всичко е позволено в името на някоя велика идея и че ако е от втория тип хора, би могъл да убие и да остане неразкрит и ненаказан, защото бабичката е нищожество. Например, Расколников споменава често Наполеон, който въпреки пролятата кръв, не е морално виновен, понеже е „над“ обществените норми. Така и той смята, че може да премине тази обществена норма, убивайки лихварката, и използвайки парите ѝ за добро. За него, ако е трябвало Исак Нютон и Йохан Кеплер да убиват, дори и стотици хора, в името на просвещението, то тази жертва си е заслужавала.
След убийството Расколников скрива парите на лихварката под един камък и не ги търси повече. За убийството признава най-напред на Соня Мармеладова, изразявайки разрушаването на вътрешната си цялост със следните думи: „Нима аз старицата убих? Себе си убих, а не старицата! Ей така на, отведнъж си сложих край, завинаги!… А тази старица дяволът я уби, не аз…“ (Престъпление и наказание. София, 1974. Изд. НК, стр. 437.)
Истинското наказание за Расколников не е трудовият лагер, а душевните терзания. Това се проявява в постепенното осъзнаване, че нищо не оправдава постъпките му. В крайна сметка, вътрешната борба между нехуманната му философия и определено хуманната му личност позволява изкуплението на вината му.

## Вярата в престъплението и наказанието
Първоначалната цел на Достоевски е да обори най-дълбоките аргументи срещу християнската вяра, в частност като се противопостави на модерния по онова време в Европа „рационален егоизъм“. Олицетворение на тази философия е образът на Пьотр Петрович Лужин, който иска да се ожени за сестрата на Расколников, с цел тя да му стане прислужница.
Образът на Соня има забележително сходство с този на блудницата от Евангелието на Йоан, гл. 8 . Чрез Соня е представена идеята за саможертвата: героинята жертва всичко, включително и собствената си добродетел, за да спаси семейството си от глад. Образът на Соня не се вписва във философията на рационалния егоизъм на Лужин. Изглежда авторът е използвал образа на Лужин като въплъщение на тази философия, образа на Соня – на нейната противоположност, и образа на Расколников, който е разделен между двете. Чрез страданието на Расколников, който при убийството на лихварката се води от рационалния егоизъм, но с изкупителната сила на страданието, чрез Христовата вяра, постига истинска духовна свобода.